# Ukraińska Służba Ojczyźnie
Ukraińska Służba Ojczyźnie (niem. Ukrainischer Heimatdienst, ukr. Українська Служба Батьківщини, USB) – kolaboracyjna organizacja ochotnicza Służby Pracy Rzeszy złożona z Ukraińców podczas II wojny światowej
Organizacja powstała prawdopodobnie we wrześniu 1941 r. Działała na wschodnich terenach Generalnego Gubernatorstwa. W jej skład wchodzili początkowo młodzi Ukraińcy w wieku 19-20 lat. Od 1942 r. przyjmowano do niej mężczyzn i kobiety w wieku do 60 lat. Pracowali oni na różnych budowach o charakterze wojskowym, czy pomagali w pracach rolnych. W czasie wolnym uczestniczyli w grach fizycznych, uprawiali sport, chodzili do kin, teatrów, muzeów itd. Okres służby trwał 7 miesięcy. Od 1943 r. do organizacji zaczęła też wstępować młodzież szkolna i studencka. We Lwowie odbywały się kursy dla naczelników i niższego personelu USB. Organizacja osiągnęła liczebność ponad 10 tys. ludzi. Nosili oni mundury Reichsarbeitsdienst (RAD). Wchodzili w skład oddziałów, liczących po 150 osób. Na czele każdego takiego oddziału stał niemiecki instruktor, zaś funkcję jego zastępcy pełnił Ukrainiec.